# Giara di Gesturi
Giara di Gesturi este o arie protejată (arie specială de conservare — SAC, sit de importanță comunitară — SCI) din Italia întinsă pe o suprafață de 6.396 ha, integral pe uscat.

## Localizare
Centrul sitului Giara di Gesturi este situat la coordonatele 39°45′59″N 8°56′34″E / 39.766389°N 8.942778°E.

## Înființare
Situl Giara di Gesturi a fost declarat sit de importanță comunitară în septembrie 1995 pentru a proteja 1 specie de plante și 20 de specii de animale. Situl a fost protejat și ca arie specială de conservare în august 2019.

## Biodiversitate
Situată în ecoregiunea mediteraneană, aria protejată conține 9 habitate naturale: Dehesas cu Quercus spp. perene, Tufărișuri termo-mediteraneene și de pre-deșert, Ape oligotrofe în general din solurile nisipoase vest-mediteraneene, cu un conținut foarte redus de minerale, cu Isoetes spp., Iazuri temporare mediteraneene, Păduri de Quercus ilex și Quercus rotundifolia, Pseudostepă cu ierburi și specii anuale de Thero-Brachypodietea, Păduri de stejar alb estice, Păduri de Quercus suber, Ape stătătoare oligotrofe până la mezotrofe, cu vegetație de Littorelletea uniflorae și/sau de Isoëto-Nanojuncetea.
La baza desemnării sitului se află mai multe specii protejate:
- plante (1): Marsilea strigosa
- păsări (17): uliu porumbar (Accipiter gentilis arrigonii), Alectoris barbara, fâsă-de-câmp (Anthus campestris), bătăuș (Calidris pugnax), caprimulg (Caprimulgus europaeus), barză albă (Ciconia ciconia), erete de stuf (Circus aeruginosus), erete vânăt (Circus cyaneus), șoim călător (Falco peregrinus), piciorong (Himantopus himantopus), sfrâncioc roșiatic (Lanius collurio), ciocârlie de pădure (Lullula arborea), ploier auriu (Pluvialis apricaria), Sylvia sarda, silvie de tufiș (Sylvia undata), corcodel mic (Tachybaptus ruficollis), fluierar de mlaștină (Tringa glareola)
- amfibieni (1): Discoglossus sardus
- nevertebrate (1): croitorul mare al stejarului (Cerambyx cerdo)
- reptile (1): Euleptes europaea

Pe lângă speciile protejate, pe teritoriul sitului au mai fost identificate 13 specii de plante, 86 de specii de păsări, 2 specii de amfibieni, 2 specii de mamifere, 5 specii de reptile.